# Хартман, Кевин
Кевин Юджин Хартман (англ. Kevin Eugene Hartman; род. 25 мая 1974, Атенс, Огайо, США) — американский футболист, выступавший на позиции вратаря. Известен по выступлениям за клубы «Лос-Анджелес Гэлакси», «Даллас» и сборную США.

## Клубная карьера

### Ранняя карьера
В 1994 году Хартман поступил в колледж и начал выступать за футбольную команду университета. В 1997 году он подписал контракт с MLS.

### Карьера в MLS
На драфте 1997 года Кевин был под 29-м номером, выбран «Лос-Анджелес Гэлакси». Хартман пришёл в команду на смену легендарному Хорхе Кампосу. В первом сезоне Кевин сыграл в 28 матчах и помог «Гэлакси» выиграть MLS Supporters’ Shield. В 1999 году он был признан Лучшим вратарём MLS. Через год Хартман стал победителем Лиги чемпионов КОНКАКАФ. В 2002 году он помог команде завоевать Кубок MLS, а в 2005 году повторил успех. В составе лос-анджелесского клуба Хартман провёл более 250 матчей за 9 лет.
В 2007 году он перешёл в «Канзас-Сити Уизардс». 28 марта 2009 года Кевин побил рекорд Тони Меолы по наименьшему количеству пропущенных голов. В том же году клуб предложил ему новый контракт, но Хартмана не устроили условия и он ушёл в «Даллас». 11 апреля 2010 года в матче против «Коламбус Крю» Кевин дебютировал за новую команду. 16 сентября того же года в поединке против «Нью-Йорк Ред Буллз» Хартман получил травму во время празднования гола Тьери Анри. Француз решил выбить мяч, но вместо него попал по ногам Кевина. 4 июня 2011 года Хартман стал рекордсменом MLS, первым проведя 100 сухих матчей. 4 июля 2012 года он провёл своё 400-й матч в лиге, установив тем самым рекорд среди футболистов MLS. В ноябре руководство «Далласа» заявило, что контракт Кевина продлён не будет. В начале 2013 года Хартман, как свободный агент стал футболистом «Нью-Йорк Ред Буллз». В составе «быков» он был резервным вратарём и не сыграл за новую команду ни минуты, но несмотря на это стал обладателем MLS Supporters’ Shield. В ноябре Кевин завершил карьеру.

## Международная карьера
8 сентября 1999 года в товарищеском матче против сборной Ямайки Хартман дебютировал за сборную США. Кевин всегда рассматривался, как резервный голкипер и несмотря на регулярные вызовы в национальную команду на протяжении семи лет сыграл всего 5 матчей.

## Достижения
Клубные
 «Лос-Анджелес Гэлакси»
- MLS — 2002
- MLS — 2005
- Обладатель MLS Supporters’ Shield — 1998
- Обладатель MLS Supporters’ Shield — 2002
- Обладатель Кубка Ламара Ханта — 2001
- Обладатель Кубка Ламара Ханта — 2005

 «Нью-Йорк Ред Буллз»
- Обладатель MLS Supporters’ Shield — 2013

Личные
- Лучший вратарь MLS — 1999
- Наибольшее количество матчей в MLS — 416